# Hendea maini
Hendea maini is een hooiwagen uit de familie Triaenonychidae.